# Johannes Spreter
Johannes Spreter (auch Spräter, Spretter, latinisiert Spreterus) (* vor 1490 in Rottweil; † um 1549 in Trossingen, nach anderen Angaben † 1543 oder † 1547) war ein evangelisch-lutherischer Theologe und Reformator von Trossingen.

## Leben und Wirken
Geboren wird er vor 1490 in einer Familie, die zu einem alten Rottweiler Patriziergeschlecht gehört. Er geht in Rottweil bei Nikolaus Hummel zur Lateinschule und studiert von 1506 bis 1508 an der Universität Heidelberg. 1520 bekommt er vom Abt des Klosters Reichenau die Pfarrei Trossingen verliehen. 1522 ist er Chorherr von St. Johann in Konstanz und wird zum bischöflichen Siegler bestellt. Ab 1523 ist er Pfarrer von St. Stephan in Konstanz. 
Zunächst steht er treu und fest auf dem Boden des katholischen Glaubens, bekennt sich aber schon ab 1525 zu reformatorischen Ideen, acht Jahre nachdem Martin Luther die berühmten 95 Thesen an die Schlosskirche in Wittenberg anschlägt. 1526 arbeitet Spreter an der Seite der Konstanzer Reformatoren Thomas Blarer und Johannes Zwick und führt in St. Stephan die evangelische Predigt ein. Er heiratet Margarete Maygerin vor dem 2. September 1527. Der Versuch des Konstanzer Bischofs ihm die Pfarrei St. Stephan zu entziehen, geht, dank der Unterstützung des Konstanzer Rats, fehl. Er erhält noch bis 1534 Pfarrpfründe. Von 1532 bis 1535 tritt er im damals ulmischen Geislingen und im Herzogtum Württemberg als reformatorischer Prediger auf. 
Aufgrund seiner reformatorischen Tätigkeit wird ihm die Pfarrei Trossingen entzogen und der Bischof von Konstanz lädt ihn vor Gericht. Die Trossinger halten treu zu ihm, er kann 1534 mit Unterstützung von Herzog Ulrich die alte Trossinger Gemeinde wieder übernehmen, in der er fortan (bis zu seinem Lebensende 1547) evangelisch predigt.

## Werke
- Form und Ordnung, wie von dem Pfarrer zu sant Steffan in Constantz und sinen Curaten mit touffen richten infuren und den abgestorbnen gehalten würt, 1526. (verschollen)
- Warer bericht d Alten Christliche Meß, Nachtmal des Herren, widergedechtnuß, Bund, Sacrament des leibs vnd bluts Christi Jesu vnsers Herren, was auch daruonn zu halten, wie, wann, wo vnnd vonn wem begangenn werden soll. Verlag Varnier, 1532.
- Was von anrüffen der heilgen, deren eer, anbetten der bilder, Christenlichem vnd heidischem walten, ... Hexen vnd zaubereyen zu halten, 1540.
- Vonn Weltlicher vnd Geistlicher Oberkeyt, Adel vnd Ritterschafft, Kriegen vnnd Kriegßleüten, zweyen Schwertern, wem die zugestelt, wann, wo vnd von wem die zu gebrauchen seyen, 70 Seiten, Verlag Westheimer, 1543.
- Christenlich Jnstruction vnd ware Erklärung furnemlicher Artickel des Glaubens, vnd Händel, Art, Wort, Werck, Thun, Lassen, Wesen der gantzen biblischen Schrifft: in diser letsten u. zwispaltigen Zeyt, allen Christen trostlich u. nutzlich zu lesen", 1543, 652 Seiten.
- Ejn kurtzer Bericht, was von den abgötterichen Sägen vnd Beschweren zuhalten, wie der etlich volbracht vnnd das die ein Zauberey, auch Greüwel vor Gott dem Herren seind. 1543, 12 Seiten.
- Von der Fürsehung, Berüffung, vnnd Ordnung Gottes: item Gottesforcht Widergeburt d. Menschen, freyen u. eygnen Willen. 1543, 46 Seiten.
- Von der waren Christenlichen, vn erdachten Entchristische Kirche, dere Haubs Stadthelter, Gwalt vn Schlüssel. Verlag Westheymer, 1543.
- Von der fürsehung, Berüffung, unnd Ordnung Gottes: Item Gottes forcht, Widergeburt des menschen, Freyen und Eygnen willen. Verlag Bartholomeo Westheymer, 1543.
- Von heiliger biblischer Gschrifft vnnd ihrem Geyst: wie die ein Vass oder Werckzeug der Warheit u. bißhär vorhalten, was auch u. wölche biblische oder apocryphische Bücher seyen. 1543, 32 Seiten.
- Von Renndten, Gülten, Zinsen, Zehenden, Neüwbrüchen vnd Wucher des neuen vnd alten Testaments. 1543, 42 Seiten. (Digitalisat in der Digitalen Bibliothek Mecklenburg-Vorpommern)